# Amadou Sanogo
Amadou Haya Sanogo (1972 o 1973) è un militare maliano.
È stato capo di Stato militare del Mali dopo il colpo di Stato del marzo 2012 fino all'aprile dello stesso anno.
Secondo Human Rights Watch Sanogo e le sue forze armate sono stati implicati in gravi violazioni dei diritti umani, tra cui la tortura, gli abusi sessuali e le intimidazioni ai danni di giornalisti e familiari di soldati detenuti.
Nel novembre 2013 è stato arrestato.